# Bronislav Stayevski
Bronislav Alexeïevitch Stayevski est un pianiste soviétique et russe, né le 18 janvier 1918 à Saint-Pétersbourg et mort le 3 mars 1974.

## Biographie
Bronislav Stayevski étudie le piano avec sa mère qui enseignait la musique, puis entre au conservatoire de Moscou sous la direction du célèbre Heinrich Neuhaus. Condisciple de grands interprètes comme Emil Gilels, Iakov Zak et bien sûr Sviatoslav Richter dont il sera le grand rival, Stayevski montre dès ses premières années une discipline et une énergie peu communes. Dès l'âge de 19 ans, il répète les Danses hongroises de Brahms et les quatre concertos de Rachmaninov qu'il jouera toute sa vie durant, cherchant l'interprétation parfaite, la « voie ultime ».
N'ayant jamais montré un grand intérêt pour le régime, il profite, le 16 août 1957, d'un concert donné à Berlin pour passer à l'Ouest et demande l'asile politique aux États-Unis.
Sa défection servira ensuite d'exemple aux autorités soviétiques et empêchera dès lors de nombreux artistes, tel Richter, de se rendre en Occident durant plusieurs années.
Il s'installe près de Castleton (Vermont) et prépare une tournée américaine qui n'aura finalement jamais lieu. Peu de temps après son arrivée, il est frappé par l'arthrose qui l'empêche de se produire sur scène et d'enregistrer ses œuvres de prédilection. Le contrat qui le liait à EMI est rompu en 1960, tandis que les crises douloureuses lui interdisent de jouer.
Vivant reclus les dernières années de sa vie, il subsiste en enseignant les rudiments du piano à de jeunes élèves, alors que Richter triomphe durant une série de concerts donnés aux États-Unis.
Il meurt le 3 mars 1974, après avoir épousé en 1964 l'infirmière qui lui prodiguait des soins à domicile.
Les enregistrements réalisés durant la première moitié de sa vie furent détruits par l'Académie de musique de Moscou en 1958 sur ordre du Politburo. La maladie l'empêcha d'en réaliser de nouveau par la suite, si bien qu'il n'existe aujourd'hui aucun disque officiel de Stayevski. On lui prête néanmoins l'interprétation de certaines bandes anonymes retrouvées dans les archives soviétiques après la dislocation de l'Union soviétique en 1991.